# Стефан Тафров
Стефан Любомиров Тафров е български дипломат и политик.

## Биография
Роден е на 11 февруари 1958 г. в София. Завършва Френската езикова гимназия в София и „Журналистика“ в Софийския университет „Климент Охридски“ (1983).
Владее 6 езика: английски, френски, италиански, испански, полски и руски.
Работи като редактор в списание „Съвременник“, завежда отдел „Външна политика“ на вестник „Демокрация“  (1989 – 1991) и Международния отдел на Съюза на демократичните сили  (1990 – 1991). Член и основател е на граждански сдружения за защита на правата на човека и насърчаване на демокрацията в България, в това число Клуба за подкрепа на гласността и преустройството.
През март 2001 г. става първият български посланик, носител на най-високата степен на Ордена на Почетния легион на Франция. 
На Изборите за Европейски парламент през 2009 в България е кандидат-депутат от листата на Синята коалиция. На парламентарните избори през 2017 г. води листата на „Да, България“ в 24 МИР София.
През 2019 г. става победител в първите електронни вътрешни избори на „Да, България“ и става водещ кандидат на Движението за изборите за представители на България в Европейския парламент. Кандидат е в листата на обединението „Демократична България“, от което е част „Да, България“, за Европейските избори през 2019 г.

## Дипломатическа кариера
- заместник-председател на Бюрото на Изпълнителния съвет на УНИЦЕФ за 2014 г. от Източноевропейската регионална група[2];
- председател на Трети комитет към ООН, Ню Йорк, занимаващ се със социални, хуманитарни и културни въпроси (от 1 октомври 2013)[3];
- постоянен представител в ООН, Ню Йорк (2001 – 2006) и 31 януари 2012 г. – 25 юли 2016 г. Бил е постоянен представител по време на участието на България в Съвета за сигурност през 2002 и 2003 г.; вкл. и ротационен президент на Съвета за сигурност през септември 2002 и декември 2003 г.[4][5][1];
- посланик във Франция, постоянен представител в ЮНЕСКО, Париж [1], (февруари 1998 – февруари 2001);
- посланик във Великобритания и в Република Ирландия (1995 – 1997);
- посланик в Италия и Малта (1992 – 1995) [1];
- първи заместник-министър на външните работи (ноември 1991 – май 1992 и февруари 1997 – януари 1998);
- съветник по външната политика на президента Желю Желев [1] (август 1990 – ноември 1991).